# أماتريتشي
أماتريتشي (بالإيطالية: Amatrice)‏ هي بلدة وكومونا في مقاطعة رييتي في شمال لاتسيو (وسط إيطاليا) ومقر القاعدة الغذائية-الزراعية لحديقة غران ساسو ومونتي ديلا لاغا الوطنية. تم تدمير البلدة بشكل كبير في زلزال قوي ضربها في 24أغسطس 2016.

## السكان
تطور النمو السكاني لـ أماتريتشي

## التسمية
أماتريتشي هي الترجمة اللفظية لإسم المدينة يالإيطالية (Amatrice) بلهجة السابينو التي يتكلمها سكان أواسط إيطاليا والتي تعني «المبتديء». يلفظها الناطقون باللغة الإنكليزية بتصويت «أماترس». وبعد زلزال عام 2016م، قامت معظم الصحف العربية بترجمة الاسم إلى «أماتريس» من الإنكليزية بدلا من الإيطالية واصبح اسما شائعا بين الأوساط العربية.

## التاريخ
تظهر الاكتشافات الأثرية وجودا بشريا في منطقة أماتريتشي منذ عصور ما قبل التاريخ، كما تم اكتشاف بقايا مبان وأضرحة رومانية. بعد سقوط الإمبراطورية الرومانية الغربية، أصبحت المنطقة جزءا من دوقية سبوليتو اللومباردية، المدرجة في كوميتاتوس لأسكولي. ذكرت بلدة ماترتشه (Matrice) في أوراق من دير فارفا في 1012عند التقاء نهري ترونتو وكاستيلانو.
في العام 1265، وفي أثناء حكم ملك صقلية مانفريد، أصبحت أماتريتشي جزءا من مملكة نابولي. بعد سقوط المملكة في يد الأنجوفيين، تمردت أماتريتشي، إلا أنها قمعت من قبل الملك كارلو الأول في 1274، مع إعطائها نوعا من الحكم الذاتي.
في القرنين الرابع عشر والخامس عشر، كانت أماتريتشي في صراع متجدد مع المدن المجاورة نورتشا وأركواتا ديل ترونتو ولاكويلا، وشارك جيشها في حصار لاكويلا تحت قيادة براتشيو دا مونتوني. في خضم الصراع على مملكة نابولي بين الأنجوفيين والأراغونيين، اختارت أماتريتشي اللاحقين.
في عام 1529 اقتحمت قوات الإمبراطور كارلوس الخامس تحت قيادة الجنرال فيليبير دي شالون المدينة الذي سلمها إلى الجنرال أليساندرو فيتيللي.
دمرت المدينة بشكل كبير في زلزال عام 1639.
في السنين اللاحقة، حكم آل أورسيني وآل ميديتشي من فلورنسا المدينة حتى عام 1737.
بعد توحيد إيطاليا في القرن التاسع عشر، أصبحت أماتريتشي جزءا من إقليم أبروتسو، إلى أن تم ضمها إلى إقليم لاتسيو المجاور عام 1927.
في 24 أغسطس 2016، ضرب زلزال آخر أماتريتشي. دمر الزلزال المدينة بشكل كبير، وبلغ عدد ضحاياه 247 على أقل تقدير. بحسب سي إن إن، قال عمدة أماتريتشي سيرجيو بيروتسي بأن البلدة لم تعد موجودة. فيما نقلت بي بي سي عن العمدة بأن ثلاثة أرباع البلدة قد دمر.

## المباني التاريخية
| اسم المبنى                  | تاريخ الانشاء  | الوضع | صورة |
| --------------------------- | -------------- | ----- | ---- |
| برج المدينة                 | القرن 13       | ‡     |      |
| كنيسة القديس أغسطين         | القرن 15       | †     |      |
| كنيسة القديس إميديو         | القرن 15       | †     |      |
| كنيسة القديس فرنسيس         | أواخر القرن 14 |       |      |
| كنيسة ماريا دي بورتا فيراتا |                | †     |      |
| الكنيسة القوطية             |                | †     |      |
| معبد سيدة النعم             | القرن 15       | †     |      |
| كنيسة أيقونة باساتورا       | أواخر القرن 15 | †     |      |

‡ سلمت من زلزال 2016 

† لم تسلم من زلزال 2016

## المطبخ
تشتهر أماتريتشي بصلصة باستا اسمها سوغو أللاماتريتشيانا (sugo all'amatriciana) والتي تقدم في العادة مع باستا طويلة مثل بوكاتيني وسباغيتي وفيرميتشيللي. بحسب الأساطير الشعبية، يتحدر العديد من طباخي البابوات عبر العصور من أماتريتشي[بحاجة لمصدر].

## روابط خارجية
‌